# Gymnastiklehrer

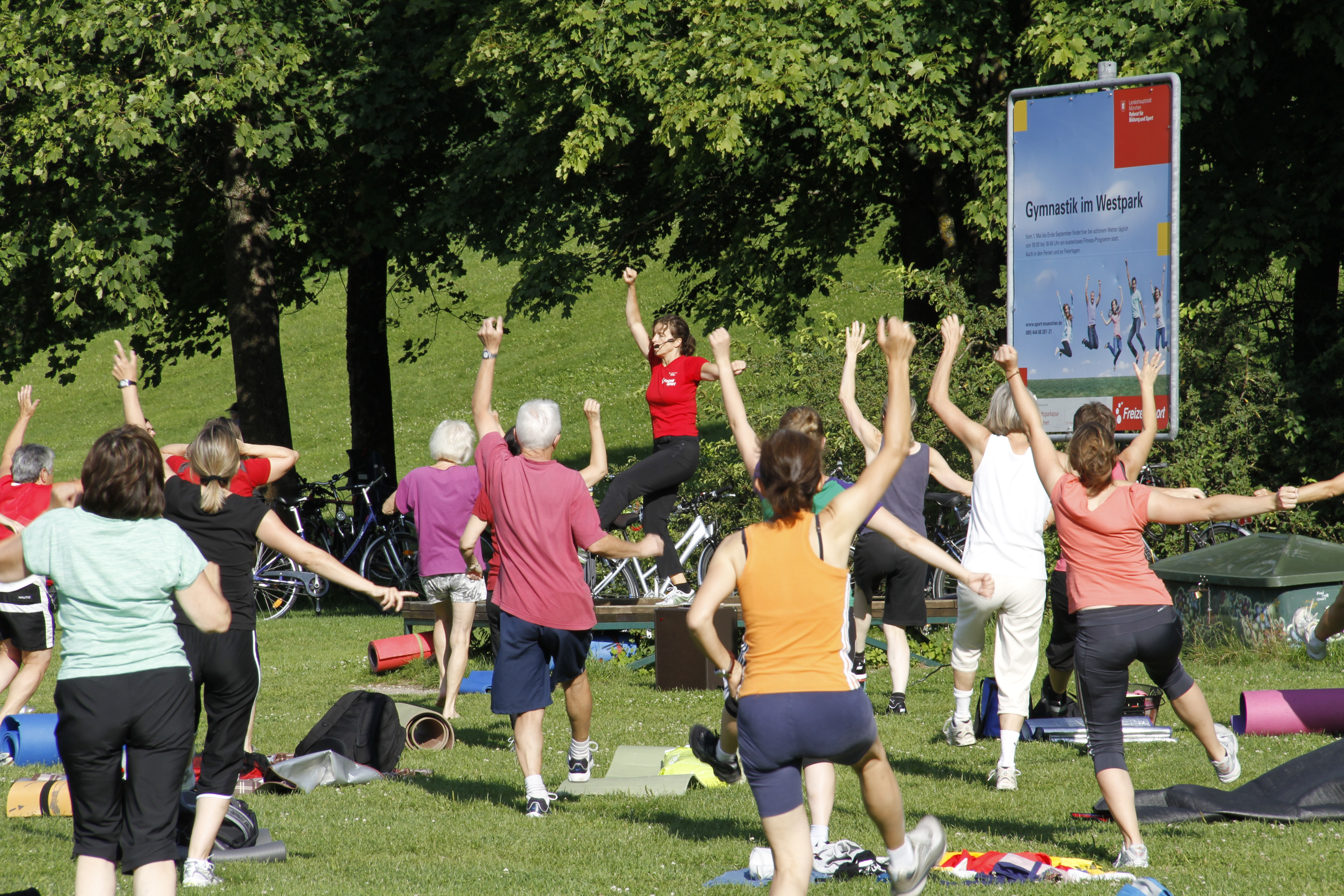
Gymnastik im Park

Gymnastiklehrer ist ein anerkannter Ausbildungsberuf, der mit der staatlichen Anerkennung abschließt. Gymnastiklehrer leiten Menschen jeden Alters einzeln oder in Gruppen zu Bewegungsübungen und zur Körperschulung an. Sie arbeiten im Gesundheitsbereich sowie in Bildungs- und Freizeiteinrichtungen. Der Begriff Gymnastik wird sowohl die einzelne Übung gebraucht als auch für das Fachgebiet als Ganzes.

## Ausbildung

### Deutschland
Die schulische Ausbildung an Berufsfachschulen ist in Deutschland landesrechtlich geregelt. Sie dauert zwischen zwei und drei Jahren. Gymnastiklehrer können Mitglied im Berufsverband staatlich geprüfter Gymnastiklehrerinnen und -lehrer, Deutscher Gymnastikbund (DGymB) werden, der neben der Vertretung der beruflichen Interessen und der Weiterentwicklung des Faches auch Fortbildungen organisiert.
Daneben besteht die Möglichkeit, die Ausbildung als duales Studium zu absolvieren, welches mit einem Bachelor abschließt. Angeboten wird z. B. ein vierjähriges duales Studium zum Bachelor Präventions-, Therapie- und Rehabilitationswissenschaften.

### Schweiz
In der Schweiz gibt es ein dreistufiges Ausbildungssystem. Das erste Level mit dem Abschluss als „Bewegungstrainerin“ umfasst mindestens 950 Stunden, einschließlich Selbststudium, und dauert ein bis zwei Jahre. Mit dem Level zwei und drei wird das Berufsbild „Bewegungspädagogin“ genannt, Level zwei umfasst mindestens 1720 Stunden und dauert zwei bis drei Jahre, Level drei Umfang umfasst mindestens 2450 Stunden und drei bis vier Jahre. Weil Gymnastik und Bewegungstraining ein typischer Frauenberuf ist, auch wenn er männlichen Interessenten offensteht, wird die Berufsbezeichnung in der Schweiz in der weiblichen Form angegeben. Das erste Level qualifiziert für die Anleitung zur Körper- und Haltungsschulung, Bewegungsformung und Bewegungsgestaltung, die Bereiche Rhythmus, Musik und Bewegung, die Bewegungs- und Trainingslehre und die Durchführung von Nothelferkursen. Mit dem Level zwei kommen die Arbeitsbereiche Tanz und Choreographie und Rückengymastik hinzu, mit Level drei auch die Arbeit im therapeutischen Bereich und die Durchführung von Samariterkursen.

## Voraussetzungen
Die Voraussetzungen für die Zulassung zur Ausbildung sind nicht einheitlich geregelt. Als Schulabschluss wird zumeist die Mittlere Reife gefordert. Wichtig sind gute sportliche Leistungen, daneben solche in den Fächern Biologie und Musik. Körperliche und gesundheitliche Voraussetzungen sind u. a. allgemeine Fitness, Belastbarkeit der Wirbelsäule, Beine, Arme und Hände, ausreichende Körperkraft, Beweglichkeit und Koordinationsfähigkeit.
Für den Beruf sind neben Freude an der Gymnastik und eigenem Können im Bewegungsbereich, das Interesse am Umgang mit Menschen, an einer praktischen und pädagogischen Tätigkeit, an kreativ-gestalterischen wie an organisatorischen Aufgaben wichtige Voraussetzungen.

## Tätigkeitsfelder
Gymnastiklehrer arbeiten in Freizeit- und Fitnesszentren, bei Sportvereinen, in Fort- und Weiterbildungseinrichtungen, in Sport-, Wellness- und Kurhotels sowie in Schulen und sozialpädagogischen Einrichtungen. Ein weiterer Tätigkeitsbereich sind Einrichtungen der Prävention und der Rehabilitation. Dort sind sie in Kliniken wie in der betrieblichen und ambulanten Gesundheitsvorsorge tätig. Für den Bereich der Behandlung sind ggf. weitere, in Weiter- oder Fortbildungen erworbene Qualifikationen, notwendig.
Gymnastiklehrer bieten – angepasst an die verschiedenen Tätigkeitsfelder und die Bedürfnisse ihrer Klientel – verschiedene Formen von Gymnastik an wie Aerobic, Pilates, Rhythmische Sportgymnastik, Funktionsgymnastik, Dehngymnastik, Ästhetische Gruppengymnastik und Wassergymnastik. Übergänge zur Krankengymnastik finden sich in Formen wie Beckenbodengymnastik und Wirbelsäulengymnastik. Sie können als Wellness-Trainer tätig sein und Fitnesstraining, Personal Training sowie verschiedene Entspannungsverfahren anbieten.

## Weiterbildungsmöglichkeiten
Fort- und Weiterbildungen können sich auf spezielle Konzepte beziehen wie z. B. Yoga, Tai Chi Chuan, Qigong, Bothmer-Gymnastik und Eurythmie oder spezielle Anwendungen oder Anwendungsbereiche betreffen wie z. B. Sturzprävention, Faszientraining, Entspannungsverfahren, Hanteltraining, Gymnastikball, Latexband. Sie können zu einer weiteren beruflichen Qualifikation führen, etwa der des Physiotherapeuten, Bewegungstherapeuten oder Tanztherapeuten oder sich auf erweiterte Berufsmöglichkeiten beziehen, wie z. B. die Weiterbildung zum Fitnessfachwirt oder die Arbeit mit bestimmten Gruppen, etwa der Gymnastik für Kinder, der Seniorengymnastik oder Bewegungsangebote im Bereich inklusiver Projekte.